# Ковачевица
Ковачевица (болг. Ковачевица) — село в Благоевградской области Болгарии. Входит в состав общины Гырмен. Находится примерно в 10 км к северу от центра села Гырмен и примерно в 71 км к юго-востоку от центра города Благоевград. По данным переписи населения 2011 года, в селе  проживало 42 человека, преобладающая национальность — болгары.

## Население
| Год     | 1934 | 1946 | 1956 | 1965 | 1975 | 1985 | 1992 | 2001 | 2011 |
| ------- | ---- | ---- | ---- | ---- | ---- | ---- | ---- | ---- | ---- |
| Жителей | 1131 | 1229 | 1024 | 746  | 232  | 74   | 66   | 60   | 42   |

|  |